# شهرستان مینر (داکوتای جنوبی)
شهرستان مینر، داکوتای جنوبی (به انگلیسی: Miner County, South Dakota) یک سکونتگاه مسکونی در ایالات متحده آمریکا است که در داکوتای جنوبی واقع شده‌است.

## خصوصیات
شهرستان مینر ۱٬۴۸۱ کیلومترمربع مساحت دارد.